# Massacro di rue Transnonain
Il cosiddetto massacro della rue Transnonain fu perpetrato a Parigi il 15 aprile 1834 dalla truppa che reprimeva una rivolta repubblicana contro il regime del re Luigi Filippo di Francia.

## La rivolta dell'aprile 1834
La Monarchia di Luglio (1830-1848) dovette affrontare diversi tentativi di insurrezione da sinistra, guidati dai repubblicani e dai nostalgici napoleonici.
I moti del 15 aprile 1834 a Parigi ebbero a motivo l'adozione di un provvedimento di interdizione delle associazioni e vennero attribuiti alla Società Segreta dei Diritti dell'Uomo (François ed Étienne Arago, Louis Blanc, Victor Schoelcher, Alexandre Ledru-Rollin, Auguste Blanqui).  Come al solito sorsero in città numerose barricate.

## Il massacro

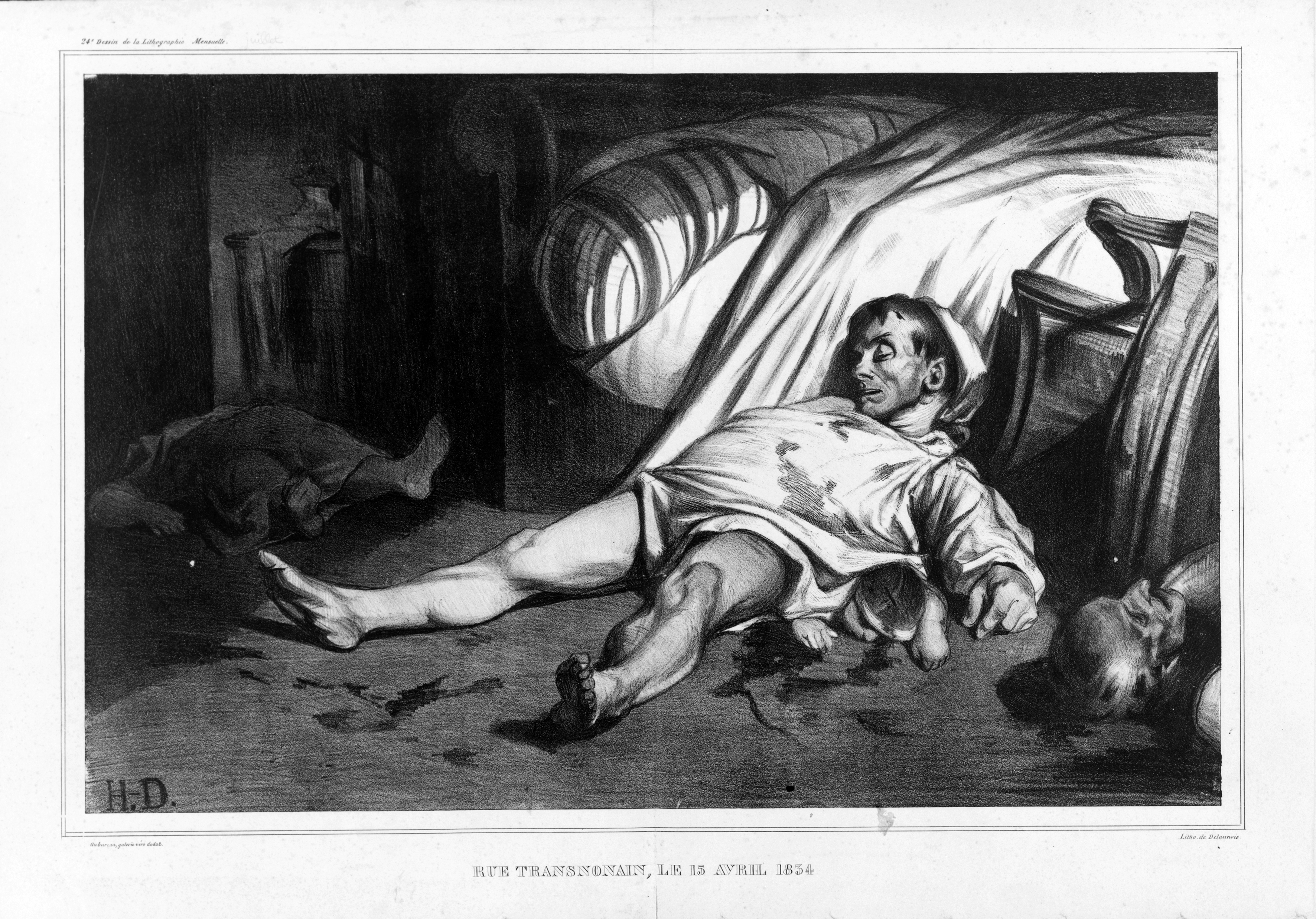
Il massacro della Rue Transnonain, opera di Honoré Daumier.

Un distaccamento dell'esercito, mentre si preparava ad attaccare una di queste barricate, in rue Transnonain, venne fatto oggetto di colpi dal tetto del numero 12 che uccisero un ufficiale.  Venne allora dato l'ordine di «spazzare via la teppaglia»:  le porte degli appartamenti vennero allora sfondate, e gli abitanti (uomini, donne, bambini) massacrati a colpi di baionetta.  Un vicino edificio venne distrutto a colpi di cannone, con i suoi abitanti.
Nell'episodio ebbe un ruolo il Pierre Louis Charles de Failly, futuro vincitore di Garibaldi alla battaglia di Mentana.
La rivolta venne schiacciata, poi le leggi del settembre 1835 vietarono ogni critica alla persona del re, ogni assembramento pubblico ed imposero la censura preventiva ad ogni oggetto stampato, sotto pena di incarcerazione al bagno penale.
Questo avvenimento ispirò il celebre disegno di Honoré Daumier "le massacre de la rue Transnonain".